# It's for You
It’s for You, est une chanson interprétée par Niamh Kavanagh, qui est écrite et composée par Niall Mooney, Mårten Eriksson, Jonas Gladnikoff, Lina Eriksson à l'occasion de représenter l'Irlande au Concours Eurovision de la chanson 2010 à Oslo.
Cette chanson a terminé à la 23e place avec 25 points.

## Classements
| Chart (2010)        | Meilleure position |
| ------------------- | ------------------ |
| Irish Singles Chart | 8                  |

## Historique de sortie
| Région  | Date        | Format    | Label     |
| ------- | ----------- | --------- | --------- |
| Europe  | 5 mars 2010 | iTunes    | Universal |
| Irlande | 14 mai 2010 | CD single | Universal |